# Computus

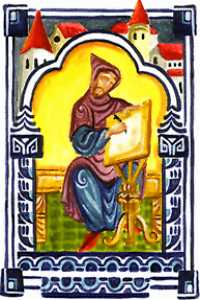
Dionis l'Exiguu va inventar l'era Anno Domini per calcular la data de Pasqua

El còmput de la Pasqua o Computus és el càlcul de la data de Pasqua. A principis del segle IV hi havia a la cristiandat una gran confusió sobre quan havia de celebrar-se la Pasqua cristiana o Pasqua de Resurrecció, amb motiu de l'aniversari de la resurrecció de Jesús de Natzaret. Havien sorgit en aquell moment nombroses tendències o grups de practicants que utilitzaven càlculs propis.
- Es considera diumenge de Pasqua el diumenge següent a la primera lluna plena de primavera (o sigui, que caigui a partir del 21 de març, inclòs)
- Es considera diumenge de Pasqua el diumenge següent a la Pasqua jueva (que se celebra la primera lluna plena de primavera, o sigui, que caigui a partir del 21 de març, inclòs)

## Inici

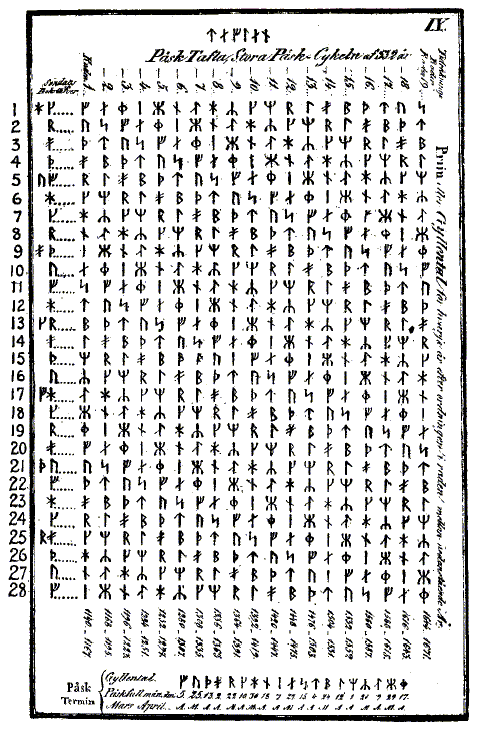
Taula trobada a Suècia amb les dates de les Pasqües dels anys 1140 a l'any 1671 usant el calendari julià, escrites en rúnic

Entre l'any 31 dC (Jesús ressuscità l'any 30) i el 325 dC la Pasqua cristiana se celebrava:
- El dia o just després del primer dia de la Pasqua jueva, amb independència de quin fos el dia de la setmana; o bé
- El diumenge més proper al primer dia de la Pasqua jueva, o el primer dia de la Pasqua jueva si queia en diumenge.

Ambdós mètodes es varen utilitzar durant aquest període.
Ja en el concili d'Arlés de l'any 314, es va obligar a tota la Cristiandat a celebrar la Pasqua el mateix dia, i que aquesta data hauria d'ésser fixada pel papa, que enviaria epístoles a totes les esglésies de tot el món amb les instruccions necessàries. No obstant això, no totes les congregacions van seguir aquests preceptes.

## Concili de Nicea
Al juny del 325 al concili de Nicea de l'any 325, s'arriba finalment a una solució per a aquest assumpte. Tot un seguit d'astrònoms varen calcular per a l'Església les dates teòriques de lluna plena. Cada una d'aquestes dates és una lluna plena eclesiàstica. La primera lluna plena eclesiàstica que té lloc després del 20 de març (data de l'equinocci de primavera l'any 325) s'anomena Lluna Plena Pasqual. L'any següent, l'Església defineix la data de Pasqua com el primer diumenge que segueix la Lluna Plena Pasqual. Aquest algorisme dona 19 dates possibles per a la Pasqua. Cal remarcar que estava en ús el calendari julià.
S'hi va establir que la Pasqua de Resurrecció havia de ser celebrada complint unes determinades normes:
- Que la Pasqua se celebrés en diumenge.
- Que no coincidís mai amb la Pasqua jueva, que se celebra independentment del dia de la setmana. (D'aquesta manera s'evitarien paral·lelismes o confusions entre les dues religions).
- Que els cristians no celebressin mai la Pasqua dues vegades en el mateix any. Això té la seva explicació perquè l'any nou començava al equinocci primaveral, de manera que es prohibia la celebració de la Pasqua abans de l'equinocci real (abans de l'entrada de Sol en Àries).

No obstant això, va seguir havent-hi diferències entre l'Església de Roma i l'Església d'Alexandria, tot i que el Concili de Nicea va donar la raó als alexandrins, establint el costum que la data de la Pasqua es calculava a Alexandria, que ho comunicava a Roma, la qual difonia el càlcul a la resta de la cristiandat.
Malgrat aquest acord formal, les discrepàncies van continuar per raons astronòmiques. L'Església romana considerava que el equinocci de primavera era el 18 de març i per calcular l'edat de la Lluna (epacta) utilitzaven un cicle de 84 anys. Els alexandrins per al càlcul de l'edat de la Lluna usaven el famós cicle metònic de 19 anys. Aquestes diferències, i altres menors, feien que en l'Església romana la Pasqua mai caigués amb posterioritat a l'21 d'abril, mentre que a la alexandrina podia arribar a ser el 25.

## Dionís l'Exiguu
Finalment, l'any 525, Dionís l'Exiguu va convèncer des de Roma de les bondats del càlcul alexandrí, unificant finalment el càlcul de la Pasqua cristiana.
Per al càlcul cal establir unes premisses inicials:
- La Pasqua ha de caure en diumenge.
- Aquest diumenge ha de ser el següent al pleniluni pasqual (la primera lluna plena de la primavera). Si aquesta data caigués en diumenge, la Pasqua es traslladarà a diumenge següent per evitar la coincidència amb la Pasqua jueva.
- La lluna pasqual és aquella el pleniluni té lloc a l'equinocci de primavera (vernal) de l'hemisferi nord (de tardor a l'hemisferi sud) o immediatament després.
- Aquest equinocci té lloc el 20 o 21 de març.
- Es diu epacta a l'edat lunar. En concret interessa per a aquest càlcul la epacta de l'any, la diferència en dies que l'any solar excedeix a l'any lunar. O dit més fàcilment, el dia del cicle lunar en què està la Lluna el gener 1 de l'any la Pasqua es vol calcular. Aquest nombre -com és lògic- varia entre 0 i 29.

Abans de prosseguir cal deixar clar que en termes astronòmics, l'equinocci pot tenir lloc el 20 o el 19 de març, si bé en el calendari gregorià s'estableixen unes dates astronòmiques que, tot i diferint lleugerament de les dates astronòmiques reals, són les que s'empren per al càlcul.
Així les coses, queda clar que la Pasqua de Resurrecció no pot ser abans del 22 de març (en cas que el 21 i pleniluni fos dissabte), i tampoc pot ser més tard de l'abril 25, (suposant que el 21 de març fos l'endemà al pleniluni, caldria esperar una llunació completa (29 dies) per arribar a el següent pleniluni, que seria el abril 18, el qual, si caigués en diumenge, desplaçaria la Pasqua una setmana per evitar la coincidència amb la pasqua jueva, quedant: 18 + 7 el abril 25).
Si bé durant el Renaixement es van extreure taules de càlcul per a la Pasqua en funció del nombre auri i altres més complexes, avui dia la fórmula més senzilla de calcular aquesta data és mitjançant la fórmula desenvolupada pel matemàtic Gauss.

## Càlcul
| 2016 | Març 27  |
| 2017 | Abril 16 |
| 2018 | Abril 1  |
| 2019 | Abril 21 |
| 2020 | Abril 12 |
| 2021 | Abril 4  |
| 2022 | Abril 17 |
| 2023 | Abril 9  |
| 2024 | Març 31  |
| 2025 | Abril 20 |

Definim 10 variables, "a", "b", "c", "k", "p", "q", "M", "N", "d" i "e". Anomenarem "A" a l'any de què volem calcular la Pasqua.
a és el residu de la divisió {\displaystyle {\frac {A}{19}}}
b és el residu de la divisió {\displaystyle {\frac {A}{4}}}
c és el residu de la divisió {\displaystyle {\frac {A}{7}}}
k és el quocient de la divisió {\displaystyle {\frac {A}{100}}}
p és el quocient de la divisió {\displaystyle {\frac {13+8k}{25}}}
q és el quocient de la divisió {\displaystyle {\frac {k}{4}}}
M és el residu de la divisió {\displaystyle {\frac {15-p+k-q}{30}}}
N és el residu de la divisió {\displaystyle {\frac {4+k-q}{7}}}
d és el residu de la divisió {\displaystyle {\frac {19a+M}{30}}}
e és el residu de la divisió {\displaystyle {\frac {2b+4c+6d+N}{7}}}
Si {\displaystyle d+e\leq 9}, llavors la Pasqua caurà en el dia {\displaystyle d+e+22} de març. En cas contrari ({\displaystyle d+e\geq 10}), caurà en el dia {\displaystyle d+e-9} d'abril.
Hi ha dues excepcions a tenir en compte:
- Si la data obtinguda és el 26 d'abril, llavors la Pasqua caurà al 19 d'abril.
- Si la data obtinguda és el 25 d'abril, amb d = 28, e = 6 i a> 10, llavors la Pasqua caurà al 18 d'abril.

## Algorisme de Butcher
Una altra forma de calcular aquesta data és utilitzant l'algoritme de Butcher, de l'«Almanac Eclesiàstic» de 1876, l'avantatge respecte a l'anterior és que no té excepcions, és vàlid per a qualsevol any posterior a 1583, el desavantatge és que és una mica més complex. En aquest cas anomenarem "I" a l'any la pasqua volem calcular. Igual que l'anterior, només és vàlid per al calendari gregorià i es calcula com segueix:
A és el residu de la divisió {\displaystyle {\frac {I}{19}}}
B és el quocient de la divisió {\displaystyle {\frac {I}{100}}}
C és el residu de la divisió {\displaystyle {\frac {I}{100}}}
D és el quocient de la divisió {\displaystyle {\frac {B}{4}}}
E és el residu de la divisió {\displaystyle {\frac {B}{4}}}
F és el quocient de la divisió {\displaystyle {\frac {B+8}{25}}}
G és el quocient de la divisió {\displaystyle {\frac {B-F+1}{3}}}
H és el residu de la divisió {\displaystyle {\frac {19A+B-D-G+15}{30}}}
I és el quocient de la divisió {\displaystyle {\frac {C}{4}}}
K és el residu de la divisió {\displaystyle {\frac {C}{4}}}
L és el residu de la divisió {\displaystyle {\frac {32+2E+2I-H-K}{7}}}
M és el quocient de la divisió {\displaystyle {\frac {A+11H+22L}{451}}}
N = H + L-7M + 114,
MES és el quocient de la divisió {\displaystyle {\frac {N}{31}}}
DIA = 1 + (N mod 31) o bé 1+ (N- (MES × 31)).

## Exemple
Per verificar el que dona la fórmula, calcularem la data de diumenge de Resurrecció de l'any 2007.
A = 2007
a = residu de {\displaystyle {\frac {2007}{19}}=12}
b = residu de {\displaystyle {\frac {2007}{4}}=3}
c = residu de {\displaystyle {\frac {2007}{7}}=5}
k = quocient de {\displaystyle {\frac {2007}{100}}=20}
p = gener de {\displaystyle {\frac {13+8*20}{25}}=6}
q = quocient de {\displaystyle {\frac {20}{4}}=5}
M = residu de {\displaystyle {\frac {15-6+20-5}{30}}=24}
N = residu de {\displaystyle {\frac {4+20-5}{7}}=5}
d = residu de {\displaystyle {\frac {19*12+24}{30}}=12}
i = residu de {\displaystyle {\frac {2*3+4*5+6*12+5}{7}}=5}
Com d + i = 17> 9, haurem d'utilitzar la segona de les fórmules (la corresponent a abril), la qual dona com a resultat 8. El diumenge 8 d'abril de 2007 és diumenge de Resurrecció.
Seguint el mateix exemple amb l'algoritme de Butcher, els resultats quedarien com segueix:
any = 2007
A = residu de {\displaystyle {\frac {2007}{19}}=12}
B = quocient de {\displaystyle {\frac {2007}{100}}=20}
C = residu de {\displaystyle {\frac {2007}{100}}=7}
D = quocient de {\displaystyle {\frac {}{19}}=5}
E = residu de {\displaystyle {\frac {20}{4}}=0}
F = quocient de {\displaystyle {\frac {20+8}{25}}=1}
G = quocient de {\displaystyle {\frac {2007}{19}}=6}
H = residu de {\displaystyle {\frac {19*12+20-5-6+15}{30}}=12}
I = quocient de {\displaystyle {\frac {7}{4}}=1}
K = residu de {\displaystyle {\frac {7}{4}}=3}
L = residu de {\displaystyle {\frac {32+2*0+2*1-12-3}{7}}=5}
M = quocient de {\displaystyle {\frac {12+11*12+22*5}{451}}=0}
N = 12 + 5-7 * 0 + 114 = 131
MES = quocient de {\displaystyle {\frac {131}{31}}=4}
DIA = 1+ (131 mod 31) = 1 + 7 = 8
A la següent taula es poden veure els resultats d'una manera més gràfica
| operació                     | resultat | quocient | residu |
| ---------------------------- | -------- | -------- | ------ |
| any / 19                     | 105,631  | 105      | A = 12 |
| any / 100                    | 20,070   | B = 20   | C = 7  |
| B / 4                        | 5,000    | D = 5    | E = 0  |
| (B + 8) / 25                 | 1,120    | F = 1    | 3      |
| (B - F + 1) / 3              | 6,666    | G = 6    | 2      |
| (19 A + B - D - G + 15) / 30 | 8,400    | 8        | H = 12 |
| C / 4                        | 1,750    | I = 1    | K = 3  |
| (32 + 2 E + 2 I - H - K) / 7 | 2,714    | 2        | L = 5  |
| (A + 11 H + 22 L) / 451      | 0,563    | M = 0    | 254    |
| H + L -7 M + 114             | N = 131  |          |        |
| N / 31                       | 4,225    | MES = 4  | 7      |
| 1+ N mod 31                  | DIA = 8  |          |        |